# DBEdit
DBEdit 2是一个数据库编辑器，可以用来连接到Oracle、DB2、MySQL以及所有提供JDBC驱动的数据库。可以运行在Windows、Linux以及Solaris上。

## 开源
DBEdit是一个自由及开放源代码软件，使用GNU通用公共许可证发行。其源代码托管在SourceForge上。

## 历史
DBEdit由Jef Van Den Ouweland开发，使用Java开发。第一个Windows版本于2006年1月发布，被用来编辑Oracle或DB2数据库。
后来增加了通用JDBC支持，使程序可以连接到几乎所有提供JDBC驱动的数据库上。
第一个版本发布一年后，增加了对其他操作系统的支持，如Linux以及Solaris。